# Sigala (DJ)
Sigala, właśc. Bruce Fielder (ur. 1 listopada 1992 w Norwichu) –  brytyjski DJ i producent muzyczny.

## Życiorys
W wieku ośmiu lat zaczął uczyć się w szkole muzycznej w klasie fortepianu. Uczył się w Reepham High School i Norwich City College i studiował na University of Westminster. Po skończeniu studiów zajął się miksowaniem i produkcją muzyczną dla innych wykonawców, m.in. współtworzył piosenkę „Good Times” dla Elli Eyre.
W 2015 wydał debiutancki singiel „Easy Love” zawierający sample z przeboju grupy The Jackson 5 „ABC”. Piosenka dotarła do pierwszego miejsca na brytyjskiej liście przebojów UK Singles Chart. Pod koniec roku wydał singiel „Sweet Lovin’”, który dotarł do trzeciego miejsca na liście UK Singles Chart. W 2016 wydał kolejne single: „Say You Do”, „Give Me Your Love”, „Ain’t Giving Up” i „Only One”. W 2017 wypuścił utwory „Show You Love” i „Came Here for Love”, którą nagrał z Ellą Eyre. W kolejnym roku wydał piosenkę „Lullaby”, którą nagrał z Palomą Faith. 24 maja 2018 premierę miał jego debiutancki album Brighter Days, który dotarł do 14. miejsca na brytyjskiej liście sprzedaży UK Albums Chart. Płytę promował na trasie koncertowej po Wielkiej Brytanii i Irlandii oraz kolejnymi trzema singlami – „Feels Like Home”, „We Don’t Care” i „Just Got Paid”.
W 2019 wznowił kontrakt z wytwórnią Arista Records oraz wydał dwa single: „Wish You Well” z Becky Hill i „We Got Love” z Ellą Henderson. W 2020 wypuścił piosenki: „Heaven on My Mind” z Becky Hill, „Lasting Lover” z Jamesem Arthurem i „Time to Pretend” z zespołem MGMT. W 2021 wydał singiel „You for Me” z Ritą Orą i „Runaway” z R3hab i JP Cooperem, a w 2022 – piosenkę „Melody”, która dotarła do pierwszego miejsca na polskiej liście przebojów AirPlay – Top.